# Jacobus Barle
Jacobus Barle (2. Hälfte des 15. Jahrhunderts, aktiv 1492–1493) war ein franko-flämischer Komponist der frühen Renaissance.

## Werke
Über das Leben von Jacobus Barle, über die Daten seiner Geburt und seines Todes sowie über die Orte seines Wirkens ist bisher nichts bekannt. Bekannt wurde sein Name durch eine dreistimmige Instrumentalkomposition, die sich in dem Chansonnier Cancionero de Segovia aus dem Jahr 1502 befindet; dieses Manuskript hat den Textanfang „Moyses“. Die Melodie hat der Komponist dem Stück „Fuge la morie“ von Heinrich Isaac entlehnt, und er verwendet dabei die polyphone Technik der Parodie.
Jacobus Barle hat auch eine dreistimmige Komposition ohne Text und ohne Titel hinterlassen, welche sich in dem Manuskript FlorBN BR 229 befindet, und zwar auf dem Folio 135v–136. Diese Quelle stammt etwa aus dem Jahr 1492 oder 1493. Die Themenmelodie der Tenorstimme dieses Werks entspricht genau der Melodie eines niederländischen Lieds, das in dem Cancionero de Segovia überliefert ist. In der Quelle ist diese textlose Komposition mit dem Beginn „Het es al ghedaen“ Heinrich Isaac zugewiesen.